# Анџелина Џоли
Анџелина Џоли (енгл. Angelina Jolie; Лос Анђелес, 4. јун 1975) америчка је глумица и хуманитарка. Добитница је бројних признања, међу којима су Оскар, награда Тони и три награде Греми. Више пута је проглашена за најплаћенију глумицу у Холивуду.
Прославила се крајем 90-их година 20. века глумећи Лару Крофт, јунакињу истоименог акционог филма. Почетком 2000-их обележила ју је веза и брак са глумцем Бредом Питом. Уз Џенифер Лоренс и Сандру Булок, успела је да одржи статус најплаћенијих и најутицајних глумица на свету.
Добитница је три награде Златни глобус, две награде америчког Удружења филмских глумаца и једног Оскара за најбољу споредну улогу – у филму Неприлагођена. Позната је по раду са избеглицама преко Уједињених нација, активна је у борби против насиља над женама и залаже се легализацију истополних бракова.

## Младост
Рођена је у Лос Анђелесу у Калифорнији као Анџелина Џоли Војт. Кћерка је глумаца Џона Војта и Маршелин Бертран. Рођака је Чипа Тејлора, сестра Џејмса Хејвена и кумче Жаклин Бисет и Максимилијана Шела. Родитељи Анџелинине мајке су француско-канадског порекла. Са очеве стране је чешког порекла, а француско-канадског и ирокеског са мајчине.
Након развода родитеља 1976. године, са мајком и братом преселила се у Палисејд, Њујорк.Маршелин Бертран је преминула 27. јануара 2007. године од рака јајника.
Као дете, Џолијева је скупљала змије и гуштере и била заљубљена у господина Спока из Звезданих стаза. Са мајком је редовно ишла на пројекције филмова и касније је рекла да ју је то, а не њен отац, навело да се почне бавити глумом. Када је имала 11 година, породица се вратила у Лос Анђелес и Џолијева је на институту „Ли Стразберг“ две године учила глуму, када је наступила и у неколико позоришних представа. Другови су је задиркивали због њеног карактеристичног изгледа — била је изузетно мршава, носила је наочаре и нараменице, што је утицало на њено самопоуздање, које се додатно смањило након неуспеха у манекенству. Како је њена потиштеност расла, почела је да се самоповређује; касније је то прокоментарисала у једној Си-Ен-Еновој емисији: „Из неког разлога, ритуал сечења и осећања бола чинио ме живом, осећала сам се слободном и то је за мене била нека врста терапије.“ Са 14 година исписала се са часова глуме желећи да постане погребник. Затим је наступио бунтовнички период у ком се облачила у црно, бојила косу у љубичасто и посећивала рок концерте на којима је плесала „мошинг“ са тадашњим момком. После две године поново је уписала часове глуме и завршила средњу школу. Тај период Џолијева је оправдала речима да је дубоко у срцу, она увек била — и увек ће бити — панкерка са тетоважама.
Дуго није била у контакту са оцем, кривећи га за неверство и распад породице. Мада је покушала да се измири са њим — он се чак и појавио у њеном филму Лара Крофт: Пљачкаш гробница (2002) — нешто касније је поднела захтев за легалну промену имена у „Анџелина Џоли“, одбацивши Војт као друго презиме. Име јој је званично промењено 12. септембра 2002. године. Војт је у једном интервјуу изјавио да његова кћерка има озбиљне емоционалне проблеме. Након што је усвојила малог Медокса, Џолијева је одбацила сваку могућност да се помири са оцем.

## Каријера

### Почетак (1993—1997)
Анџелина је почела да ради као манекенка са 14 година. Потписала је уговор за „Финес модел менаџмент“ (Finesse Model Management) и радила као манекенка у САД и Европи, углавном у Лос Анђелесу, Њујорку и Лондону. Такође се појављивала у многобројним музичким спотовима, укључујући оне за Мит Лоуф („Rock and Roll Dreams Come Through“), Антонело Вендити („Alta Marea“) и Ленија Кравица („Stand by My Woman“). Са 16 година Џолијева се вратила у позориште, и тамо је имала своју прву улогу као немачка „доминатрикс“.
Џолијева се појавила у 5 студентских филмова свог брата, снимљених док је он похађао Школу филмских уметности калифорнијског универзитета, али њена професионална филмска каријера почела је 1993. године када је одиграла прву водећу улогу у нискобуџетном филму Киборг 2, као Касела „Кеш“ Рис, скоро људски робот, направљена да завођењем прокрчи себи пут у седиште супарничког произвођача и да се тамо самодетонира. Након неколико неуспешних пројеката засијала је као Кејт Либи у свом првом холивудском филму, Хакери (1995), где је упознала свог првог мужа Џонија Ли Милера. Њујорк Тајмс је писао:
Кејт (Анџелина Џоли) разбија. То је зато што се мршти још киселије него други глумци и она је ретка жена хакер која намерно седи за тастатуром у провидној мајици. Упркос њеном натмуреном ставу, коју ова улога захтева, госпођица Џоли има исту слатку херувимску појаву као и њен отац, Џон Војт.
Филм није направио неки профит, али је након издавања за видео стекао култно следбеништво.
Године 1996. се појавила као Ђина Малачичи у комедији Љубав је све на свету, модерној слободној адаптација Ромеа и Јулије, постављеној између две супарничке италијанске породице-власнике ресторана у Бронксу у Њујорку. У филму Пустињски месец била је тинејџерка по имену Еленор Ригби која се заљубила у Денија Ајела, који је заводи њену мајку, Ен Арчер. Такође 1996. године у филму Дивљакуше је одиграла улогу Маргарет „Легс“ Садовски, једне од пет тинејџерки које заснивају неочекивану везу након физичког обрачуна са професором који их је сексуално злостављао. О њеном извођењу „Лос Анђелес Тајмс“ је написао: „У развоју овог лика много је бесмислица; Џоли, прелепа ћерка Џона Војта, има довољно снаге да превазиђе стереотип. Мада је Меди приповедач приче, Легс је њен субјекат и катализатор.“
Године 1997. Џоли је глумила са Дејвидом Духовнијем у трилеру Изигравајући бога, филм осликава познатог хирурга из Лос Анђелеса коме је одузета медицинска дозвола и који је умешан дубоко у криминални свет где упознаје Анџелинин лик, Клару. Филм није добро примљен од стране критичара и Роџер Еберт говори да „Анџелина Џоли проналази одређену топлину у оваквој улози која је обично тешка и агресивна; изгледа превише фино да била девојка криминалца, а можда и јесте.“ Онда се појавила у филму Праве жене, историјској романтичној драми која се одиграва на Дивљем западу, и заснована је по књизи Џениз Вудс Виндл. Глумила је и стриптизету у музичком споту Ролингстонса за песму Anybody Seen My Baby?

### Успех (1997—2000)
Каријера јој је кренула узлазним током након улоге Корнелије Валас у биографском филму Џорџ Валас (1997) за који је освојила „Златни глобус“ и била номинована за „Еми“. Филм је био високо оцењен од стране критике а, између осталих награда, примила је „Златни глобус“ за „Најбољу минисерију/филм направљену за ТВ“. Глумила је другу жену бившег гувернера Алабаме који је, у току кандидатуре за председника, рањен у атентату и остао парализован. Главна улога у филму је поверена Гарију Синизу, а режирао га је Џон Франкенхајмер.
Године 1998. Џолијева је играла главну улогу у ТВ филму Џија, снимљеном у продукцији куће „HBO“; глумила је бисексуалну манекенку, Џију Каранџи. Филм описује свет секса, дроге и емоционалних драма, приказује хронологију пропасти Каранџине каријере што је био резултат њене зависности од дроге, и њену смрт узроковану СИДОМ. Другу годину за редом, Анџелина осваја „Златни глобус“ и бива номинована за награду Еми. Такође осваја своју прву награду Удружења филмских глумаца.
У складу са методом глуме Лија Страсберга, Анџелина воли да остане у лику који глуми и између сцена, за време снимања филма, и као резултат добија репутацију глумице са којом се тешко сарађује. У време снимања филма Ђија, рекла је свом тадашњем мужу, Џону Лију Милеру, да неће моћи да га зове. „Рекла сам му: Сама сам, умирем, ја сам геј. Нећу те видети неколико недеља.“
Након филма Ђија, Џоли се преселила у Њујорк и престала да глуми у једном кратком временском периоду зато што је осећала да „нема више ништа да пружи“. Уписала је студије режије на њујоршком универзитету и похађала часове писања. У емисији Inside the Actors Studio објаснила је да је добро за њу да се сабере.
Вратила се на велико платно 1998. године улогом Глорије Мекнири у гангстерском филму Ђавоља кухиња, а касније те године је постала део одабране глумачке поставе која укључује Шона Конерија, Џилијен Андерсон, Рајана Филипа и Џона Стјуарта у филму Игра срцем. Драма прича о неколико наизглед неповезаних карактера, а Џолијева игра младу посетитељку ноћних клубова, Џоан. Филм је добио претежно позитивне критике, а Џолијева је била посебно похваљена. За ову улогу освојила је награду Breakthrough Performance коју додељује National Board of Review.
Анџелина је 1999. године глумила у комедији-драми Контролни торањ Мајка Њуела, о два контролора лета који се нађу у мачо конфликту, заједно са Џоном Кјузаком, Билијем Бобом Торнтоном и Кејт Бланчет. Џоли игра Торнтонову заводљиву жену Марибел. Филм је имао млак пријем код критике, а лик који је глумила Џоли је посебно критикован. „Вашингтон пост“ је писао „Мари (Анџелина Џоли), потпуно смешна пишчева креација слободоумне жене која плаче за хибискусом који вене, носи много тиркизног прстења и бива поприлично усамљена када Расел проводи целе ноћи ван куће.“ Потом је глумила поред Дензела Вошингтона у филму Сакупљач костију, снимљеном по адаптираном крими роману који је написао Џефери Дивер. Џолин лик, Амелија Донахју, је полицајка коју прогања самоубиство њеног оца полицајца. Она невољно помаже Вошингтону да прати и ухвати серијског убицу. Филм је имао бруто зараду од 151 милион долара од пројекција широм света, али га је критика лоше оценила; „Детроит фри прес“ је закључио: „Џолијева, коју је увек дивно гледати, је једноставно лош избор за ову улогу.“
Џоли је затим добила споредну улогу Лизе Роу, у филму Неприлагођена, у којем је главну улогу тумачила Винона Рајдер. Филм говори о лечењу Сузане Кејсен у болници за менталне болести, а сценарио представља адаптиране оригиналне мемоаре Сузане Кејсен, издате под називом „Неприлагођена“. Иако је главну улогу имао лик Виноне Рајдер, а филм је требало да представља њен повратак на сцену, испоставило се да је био „добродошлица у Холивуд“ за Џоли. Освојила је трећи Златни глобус, другу награду Удружења филмских глумаца и „Оскара“ за најбољу женску споредну улогу.
Године 2000, Џоли се појавила у првом летњем блокбастеру Минут за бег, као Сара „Свеј“ Вејленд, бивша девојка крадљивца аутомобила кога глуми Николас Кејџ. Улога је била мала, а „Вашингтон Пост“ је коментарисао „све што ради у овом филму је да је присутна, кулира, показује те меснате, пулсирајуће усне које тако провокативно уоквирују њене зубе.“ Касније је објаснила да јој је овај филм био добродошло олакшање након захтевне улоге Лизе Рој, а постао је филм од кога је, до тада, највише зарадила — 237 милиона долара од пројекција широм света.

### Међународни успех, од 2001. до данас
Анџелинини филмови често нису задовољавали ширу публику, али ју је филм Лара Крофт: Пљачкаш гробница (2001) направио филмском звездом. За адаптацију популарне видео-игре „Пљачкаш гробница“, од Џолијеве је тражено да усаврши британски акценат и да се подвргне жестоком тренингу да би одиграла улогу Ларе Крофт. Анџелина је била углавном похваљивана за своју улогу, али је филм већином добио негативне критике. Часопис „Слент“ је коментарисао: „Анџелина Џоли је рођена да одигра Лару Крофт, али је режисер Сајмон Вест од њених авантура направио игру »«.“ Ипак, филм је имао огроман међународни успех, зарадивши 275 милиона долара широм света, а она је тада стекла репутацију међународне звезде.
Џолијева је затим глумила уз Антонија Бандераса, као млада Џолија Расел у Првом греху, трилеру заснованом на роману „Валцер у тами“ Корнела Вулриха. Филм је углавном добио лоше критике. Године 2002, је глумила Лени Кериган у филму Живот или нешто слично о амбициозној ТВ репортерки којој је речено да ће умрети за недељу дана. Филм је добио лоше критике, мада је Анџелинина глума добила позитивне критике.
Џолијева је 2003. године репризирала улогу Ларе Крофт у филму Лара Крофт: Пљачкаш гробница. Наставак није био тако уносан као оригинал, пошто је зарадио 156 милиона долара широм света. Касније те године Џолијева је глумила у филму Изван граница, о хуманитарним радницима у Африци. Иако филм осликава Анџелинино право животно интересовање у промоцији хуманитарне помоћи, филм је био критички и финансијски неуспешан.
Године 2004, Џолијева је глумила уз Итана Хоука у трилеру Узимање живота, као Илеана Скот, агенткиња  позвана да помогне монтреалској полицији да ухвати серијског убицу. Филм је добио различите критике, а „Холивуд репортер“ је закључио: „Анџелина Џоли игра улогу коју дефинитивно осећа као нешто што је већ радила, али она додаје непогрешиву црту узбуђења и опсене.“ Анџелина је такође позајмила глас анђеоској рибици Лоли у анимираном филму Дримворкса Прича о ајкули; у филму глуме још Вил Смит, Мартин Скорсезе, Рене Зелвегер, Џек Блек и Роберт де Ниро. Такође, 2004. године је имала кратко појављивање као Френки у филму Небески капетан и свет сутрашњице Керија Конрана, научно-фантастичном авантуристичком филму у целости сниманом са глумцима испред плавог екрана, са скоро свим сценама и реквизитима урађеним помоћу рачунарске анимације.
Џоли је затим одглумила Олимпију у филму Александар, биографији Александра Великог у режији Оливера Стоуна. Филм је лоше прошао у САД, што је Стоун приписао лошем пријему због неслагања са приказом Александрове хомосексуалности, али је на међународно сцени, са приходима од 139 милиона долара изван Сједињених Држава, добро прошао.
Анџелинин једини филм у 2005. години, акциона комедија Господин и госпођа Смит, је до сада њен највећи комерцијални успех. Филм, који је режирао Даг Лиман, приказује причу о досадном пару у браку који сазнаје да су обоје тајне убице. Џолијева је глумила Џејн Смит, уз Бреда Пита. Филм је био добро примљен и углавном је био похваљен за „хемију“ између главних глумаца. Филм је зарадио преко 478 милиона долара широм света, и један је од највећих хитова 2005. године.
Анџелина се затим појавила у филму Добри пастир Роберта де Нира, о раној историји , виђене кроз очи Едварда Вилсона, којег је одиграо Мет Дејмон. Џолијева је глумила Кловер Вилсон, Вилсонову занемарену супругу, која постаје алкохоличарка током радње филма.
У 2007. години Џолијева је имала редитељски деби документарцем A Place in Time, који бележи живот на 27 локација широм света током једне недеље, а у њему Џуд Лоу, Хилари Свонк, Колин Фарел и Џони Ли Милер. Џолијева је играла Маријану Перлу у драми Мајкла Витерботома Огромно срце о отмици и убиству новинара Волстрит џурнала Данијела Перла у Пакистану. Филм је заснован на истоименим мемоарима Маријане Перл, а своју премијеру је имао на Канском филмском фестивалу. Анџелина Џоли је играла и Гренделову мајку у филму Роберта Земекиса Беовулф.
У 2008. години се појавила уз Џејмса Макавоја и Морганом Фрименом у акционом филму Тражен, адаптацији романа Марка Милара. Филм је добио добре критике и доживео међународни успех, зарадивши 281 милиона долара у биоскопима широм света. У дугометражном цртаном филму Кунг фу панда из 2008. године је позајмила глас лику Тигрице. Џолијева је изабрана да тумачи улогу Кристине Колинс, главне улоге у најновијем филму Клинта Иствуда Ружно паче, који је своју премијеру имао на Канском фестивалу.

## Хуманитарни рад
Џоли је први пут постала свесна светске хуманитарне кризе док је снимала филм Пљачкаш гробница у сиромашној Камбоџи пуној мина. Дубоко погођена овим искуством, најзад се обратила UNHCR-у за више информација о проблематичним местима у свету. У наредним месецима пристала је да посети различите избегличке кампове широм света да научи више о ситуацији и условима у тим областима. Фебруара 2001. године, отишла је на прву теренску посету, на 18-дневној мисији у Сијера Леоне и Танзанију; касније је била шокирана оним чега је била сведок. У долазећим месецима вратила се у Камбоџу на две недеље а након тога је посетила Авганистанске избеглице у Пакистану где је поклонила милион долара за избеглице у одзиву за светску UNHCR хитну молбу. Инсистирала је у покривању свих трошкова који су били у вези са њеном мисијом и делила је исте основне услове рада и живота као UNHCR теренски кадар на свим својим посетама. Импресионирани њеним интересовањем и преданости за то, UNHCR ју је именовао за Амбасадора добре воље 27. августа 2001. године у UNHCR седишту у Женеви, упркос упозорењима да ће њена контроверзна јавна слика можда пустити негативно светло на УН. На конференцији за новинаре Џоли је објаснила њене мотиве прикључивања избегличкој установи:
Не можемо да затворимо себе за информације и игноришемо чињеницу да милиони људи тамо негде пате. Искрено желим да помогнем. Не верујем да се осећам другачијом од других људи. Мислим да сви желимо правду и једнакост, шансу за живот са смислом. Сви ми желимо, ако би се нашли у лошој ситуацији, неког да нам помогне.
Током прве три године као Амбасадор добре воље, Џолијева је усредсредила своје напоре на мисијама на терену, посећујући избеглице и интерно расељене особе широм света. Упитана шта жели да испуни, навела је, „Свест о незгодном стању ових људи. Мислим да би они требало бити похваљени за оно сто су преживели, а не да их гледају са висине.“ Џоли је 2002. године посетила Там Хин избеглички камп на Тајланду и колумбијске избеглице у Еквадору да боље увиди „Најозбиљније кризе Западне Хемисфере“. Она и државни секретар Сједињених Америчких Држава Колин Пауел су отворили догађај да прославе Светски дан избеглица 20. јуна 2002. године у Вашингтону. Џоли је затим ишла у различите UNHCR објекте на Косову и Метохији и посетила избеглички камп „Какума“ у Кенији са избеглицама углавном из Судана. Представник UNHCR из Кеније, Џорџ Окот-Обо, је похвалио њено „присуство, само да донесе неку радост у свакако тежак живот ових људи овде“. Она је такође посетила анголске избеглице док је снимала филм Изван граница у Намибији.
Године 2003, Анџелина Џоли се упутила на шестодневну мисију у Танзанију где је путовала до западних граничних кампова, где је угостила избеглице из Конга и на недељу дана посетила север Шри Ланке, где се уверила у послератне услове. Анџелина поново присуствује Светском дану избеглица 20. јуна у Вашингтону, а касније се одлучује за четвородневну мисију у Русији где је отпутовала у Северни Кавказ да сагледа и научи све аспекте деловања UNHCR у овом региону. У исто време са пуштањем њеног филма Изван граница у октобру 2003. године издала је Notes from My Travels, колекцију новинарских записа које је сакупљала на ранијим мисијама на терену (2001—2002). Сви приходи од књиге су отишли за UNHCR. За време приватног доласка у Јордан, децембра 2003. године, замолила је да посети камп Руваишед у забаченој источној пустињи у Јордану, 70 km од ирачке границе. Камп прима неких 800 људи који су побегли из Ирака за време инвазије САД, а касније тог месеца посетила је суданске избеглице близу египатског главног града Каира.
На њеном првом путовању у организацији UNHCR унутар САД, Џоли је била у Аризони 2004, посећујући трагаче спречене азилом у три установе и Southwest Key Program, установу за децу без родитеља у Финиксу. Док се хуманитарна ситуација у Судану погоршавала, долетела је у Чад јуна 2004, и платила је посету пограничних крајева и кампова за расељена лица које су побегле од борби у западној Суданској Дарфур регији. Четири месеца касније се вратила у регион, овог пута је отишла директно у Западни Дарфур да сазна све о ситуацији хиљаду избеглица. Нагласила је потребу за сигурношћу и приступу сеоским кућама тих расељених лица на конференцији за штампу у главном граду Судана, Картуму. 18. јуна 2004. године она и америчка државна секретарица Колин Пауел су се поново састале у да покрену тродневна догађања Светског дана за избеглице. Такође у 2004. Џоли је посетила авганистанске избеглице на Тајланду и приватно била у Либану за време Божићних празника у посети UNHCR-овој регионалној установи у Бејруту, као и неке младе избеглице и болеснике који болују од рака у главном граду Либана.
Са повећањем искуства, Џоли се више ангажовала у промоцији хуманитарних случајева на политичком нивоу. Од 2005. присуствује Светском економском форуму у Давосу, обавештавајући развијање Council of Business Leaders са UNHCR-овим изаслаником и високим комесаром, Венди Камберлин 2005, и учествује у групној дискусији „Људска права: смањена на ниво милостиње?“ Године 2006. Џолијева такође почиње да лобира за хуманитарне интересе у Вашингтону где се састајала са конгресменима и сенаторима најмање 20 пута од 2003. године. Објаснила је за „Форбс“:
| „ | Све док желим и волим посећиваћу Вашингтон, јер је то начин да се помери лопта. | ” |

Између осталог, тежила је за The Unaccompanied Alien Child Protection Act у деловању њене прошле посете установама за тражење азила у Аризони. 8. марта 2005. године. Џолијева узима удео у National Press Club-у у Вашингтону, где је промовисала програм и подршку и прогласила фондацију за „National Center for Refugee and Immigrant Children“, организацију која обезбеђује бесплатну легалну помоћ за децу са азилом без легалних докумената где је Џоли лично дала донацију од 500.000 америчких долара за прве две године. The Unaccompanied Alien Child Protection Act је најзад усвојен децембра 2005. Џоли је такође дала новчану помоћ, за 70 милиона рањене деце у земљама трећег света, за шта је похваљена од председника Буша новембра 2005, али до сада још нису дозвољена новчана средства. У допуни њеног политичког учешћа, Џоли је почела да користи јавне интересе да промовише хуманитарне разлоге кроз масовне медије. Маја 2005. Џоли је снимала MTV-јев специјал, „Дневник Анџелине Џоли и др Џефрија Саша из Африке“, осликавајући њу и познатог економисту др Џефрија Саша на њиховом путовању за Саури, забаченој групи села у западној Кенији. Тамо, Сашин тим Уједињеног народног миленијумског пројекта је радио са локалним људима да окончају сиромаштво, глад и болести. Септембра 2005. Џоли је именована за новог представника линије одеће Св. Џон почевши у пролеће 2006. Нагодба укључује да буде вођа хуманитарних људи, Џоли ће се фокусирати на дечје проблеме и разлоге. 24. октобра 2005. године Џоли присуствује организацији WWO (Worldwide Orphans Foundation), где се залаже да постане партнер са WWO који ће лечити децу у Етиопији која су сирочићи и заражени -ом и која су HIV позитивна. Она такође објављује њене планове да подржи WWO педијатријску HIV/AIDS клинику у Адис Абеби и залаже се за почетну потврду. Септембра 2006. године Џоли отвара „фондацију Џоли/Пит“ која је дала иницијалну фондацију Global Action for Children и Doctors Without Borders од по 1 милион долара свако.
Џоли је посетила кампове у Пакистану који садрже авганистанске избеглице, маја 2005. године и ту упознаје пакистанског председника Первез Мушарафа и премијера Шаукат Азиза. Касније се са Бредом Питом вратила у Пакистан, за време Дана захвалности, да увиди последице удара Кашмир земљотреса 8. октобра. Срели су доста жртава земљотреса као и председника Мушарафа. Године 2006. овај пар лети за Хаити и посећују школу коју је основала једна хуманитарна фондација, Yéle Haïti. Оснивач ове фондације је хаићански хип хоп музичар Виклиф Џин. Џоли такође сређује договор са магазином Пипл допуштајући им да одштампају и прикажу прве слике њене видне трудноће у замену за 500.000 долара донације за Yéle Haïti. За време двомесечног боравка у Намибији, док је чекала рођење ћерке, Џоли је промовисала Глобалну образовну недељу у интервјуу за NBC и такође је учествовала у конференцијској вези са британским канцеларом Гордоном Брауном који се заложио за додатних 16 милијарди долара универзалној бесплатној едукацији. Џоли је радила са сенаторком Хилари Клинтон од 2005. да добије новац за „Образовање за све“ (Education for All) од америчког конгреса. Новембра 2006, док је снимала филм „Велико срце“ у Индији, посетила је авганистанске и бурманске избеглице у Њу Делхију и састала се са државним министром за спољна питања, Ананд Шармом, похваливши дугогодишње гостопримство Индије за избеглице.
Џоли је добила широка признања за хуманитарни рад. Дана 24. октобра 2003. године била је први добитник награде Грађанин света (Citizen of the World Award) од организације United Nations Correspondents Association. Камбоџански краљ Нородом Сихамони јој је, 12. августа 2005. године доделио камбоџанско држављанство због њеног одржаваног рада у земљи; обавезала се на 5 милиона долара да изгради храм у северозападној провинцији Батамбанг и тамо поседује власништво. 12. октобра 2005, Џоли је награђена са Global Humanitarian Award од стране УНА-УСА.

## Приватни живот
Џолијева се 28. марта 1996. године удала за британског глумца Џонија Ли Милера, тадашњег партнера у филму Хакери. Анџелина је на венчање дошла у црним кожним панталонама и белој кошуљи, на којој је исписано на леђима име младожење, али њеном крвљу. Џолијева и Милер су се растали годину дана касније, а накнадно су се званично развели 3. фебруара 1999. Остали су у добрим односима, а она објашњава, „С временом је све падало. Мислим да је он најбољи муж кога девојка може наћи. Увек ћу га волети, били смо једноставно превише млади.“
Затим се удала за америчког глумца Билија Боба Тортона, кога је срела на снимању филма Pushing Tin, 5. маја 2000. године. Као резултат њихових учесталих јавних излива страсти и гестова љубави (најчувеније је ношење малих бочица крви једно других, око врата), њихова веза је постала омиљена тема забавних медија. Џоли и Тортон су се растали 27. маја 2003. године. Упитана у „Војажу“ о изненадном топљењу њиховог брака, Џолијева је рекла, „Изненадило ме је, такође, јер смо се преко ноћи, тотално променили. Мислим да једног дана ми више ништа нисмо имали заједничко. И то је страшно али... Мислим да се то може догодити када се вежете а не познајете себе довољно.“
Џоли је говорила у интервјуима да је бисексуалка и признала је да је имала сексуалне односе са својом „Фоксфајер“ колегиницом из филма, Џени Шимизи, „Вероватно бих се оженила са Џени да се нисам удала за мог мужа. Заљубила сам се у њу првог тренутка када сам је угледала.“ У интервјуу који је Барбара Валтерс урадила 2003. године, упитана да ли је још увек бисексуалка, Џоли је одговорила, „Наравно. Ако се сутра заљубим у жену, да ли ћу осећати да је добро то што желим да је пољубим и додирнем? Ако се заљубим у њу? Апсолутно! Да!“
Раније 2005. године, Џоли је била умешана у велики јавни холивудски скандал где је окривљена да је била „друга жена“ у разводу глумаца Бреда Пита и Џенифер Анистон. Тврди се да је Пит започео аферу за време снимања филма Господин и госпођа Смит, међутим она је то демантовала у неколико интервјуа. У разговору са Ен Кари 2005. године, објаснила је, „Бити интимна са ожењеним човеком, када мој рођени отац вара моју мајку, није нешто што могу опростити. Не бих могла да се погледам ујутру у огледало да сам то урадила. Не привлаче ме људи који варају своје жене.“
Док Џоли и Пит никад јавно нису коментарисали природу своје везе, нагађања су се наставила током 2005. Прве интимне папараци фотографије су се појавиле у априлу, месец дана касније, након што је Анистон поднела захтев за развод; оне приказују Пит, Џолие и њеног сина Медокса на плажи у Кенији. Током лета Џолие и Пит су виђени заједно све више и учесталије и највише забавних медија су их прогласили паром, дајући им надимак „Бранџелина“. 11. јануара 2006. Џоли је потврдила за „Пипл“ да је трудна и у вези с тим први пут јавно потврдила њихову везу.
У фебруару 2010. године Анџелина и Бред су тужили британски таблоид News of the world због лажног извештавања да су се раздвојили. У јулу исте године су добили на суду и непознату количину новца поклонили у своју фондацију Џоли — Пит!

### Деца
Џоли је, 10. марта 2002. године, усвојила прво дете, Медокса Џолија-Пита (Maddox Chivan Jolie-Pitt). Родио се 5. августа 2001. године у Рат Виболу у Камбоџи и у почетку је живео у локалном сиротишту „Батамбанг“. Џоли је одлучила да поднесе захтев за усвајање након што је посетила Камбоџу два пута, док је снимала филм „Пљачкаш гробница“ и на UNHCR путовању по терену 2001. Након развода од другог мужа, Билија Боба Торнтона, добила је старатељство над Медоксом. Медоксово име је Селтик у оригиналу, обично се преводи као „добротворан“. Џоли му је дала неколико надимака, обично га зове „Мед“. Медокс, као Анџелинино друго двоје деце, постао је значајна славна личност и појављује се редовно у таблоидима; назвали су га „најслађим дететом славних личности“, његова одећа је описана као тренд за дечју одећу и познат је по својој „мохок“ фризури, који му је Џоли направила због тога што према њеним речима: „Он има луду косу која иде право горе. Морала сам нешто да урадим поводом тога.“
Џоли је, 6. јула 2005. године, усвојила шестомесечну девојчицу из Етиопије, Захару Марли Џоли-Пит (Zahara Marley Jolie-Pitt), која је била сироче којем су родитељи умрли од СИДЕ. Захара је рођена 8. јануара 2005. године у Тена Адаму. Џоли ју је пронашла у сиротишту „Wide Horizons For Children“ у Адис Абеби. Кратко након што су се вратили у САД, Захара је морала да остане у болници због дехидрације и потхрањености. Захарино име значи „цвет“ на свахилију, а друго име „Марли“ долази од јамајканске реге звезде Боба Марлија. Захарин надимак је „Зи“. Неколико месеци након усвајања, појављивале су се вести да је неколико жена тврдило да су њене биолошке мајке или баке. Док је гостовала на Си-Ен-Еновој емисији „The Situation Room“ Џоли је рекла да је њена ћерка била у сиротишту за децу чије су мајке умрле од сиде, али да њена кћерка није заражена. Биолошки отац Захаре није познат. Касније у октобру 2005. године, етиопијски судија је пресудио да нема доказа који наговештавају да Џоли мора поново да проследи папире за усвајање. Судија је пресудио и то да жена која тврди да је Захарина мајка у ствари није њена мајка. Бред Пит је изразио задовољство када је Џоли потписала папире за усвајање и добила кћерку; касније је назначила да су она и Пит одлучили да усвоје Захару заједно. Децембра 2005. године потврђено је да Пит тражи да легално усвоји Џолино двоје деце. Да би подупрла ове тврдње (које су део легалних захтева), Џоли је објавила у огласима новина „Лос Анђелес“ да је промена имена извршена, и 19. јануара 2006. године суд у Калифорнији је одобрио овај захтев. Формална и легална презимена њиховој деци су промењена у „Џоли-Пит“.
Џоли је 27. маја 2006. године, родила ћерку по имену Шилокс Нувел Џоли-Пит, увече у болници „Котиџ медиклиник“ у Шакопмунду у Намибији. Шилокс је рођена планираним царским резом, по речима њихових представника за штампу, а Пит је био тамо да пресече пупчану врпцу. Њихов акушер из Лос Анђелеса је асистирао локалним болничарима. Име „Шилокс“ значи, судећи по преводу из Библије, „она која је мирна-тиха.“
Пит је потврдио да ће њихово новорођено дете имати намибијски пасош док је разговарао са локалним новинарима. Џоли је одлучила да понуди прве слике Шилокс кроз дистрибутера Getty Images, радије него да дозволи папарацима да направе и продају слике по екстремно високој цени. Часопис „Пипл“ је платио више од 4,1 милиона америчких долара за северноамеричка права, док је Британски часопис „Хелоу“ добио међународна права за 3,5 милиона америчких долара; права на продају су укупно достигла суму од 10 милиона америчких долара широм света – најскупље продате слике познатих свих времена. Сав приход је дониран у хуманитарне сврхе. Дана 26. јула 2006. године Музеј воштаних фигура „Мадам Тисо“ у Њујорку је открио воштану фигуру двомесечне Шилокс; то је прва беба чији је лик осликан у воску музеја „Мадам Тисо“.
Анџелина је 15. марта 2007. године усвојила Пакс Тин Џоли-Пит, трогодишњег дечака из Вијетнама, који је био напуштен у болници на рођењу. Рођен је 29. новембра 2003. године, судећи по људима у усвојилишту „Там Бин“ у вијетнамском граду Хо Ши Мин. Његово име значи, „мирно небо“. Пакс на латинском значи „мир“, а Тин на вијетнамском „небо“. Анџелина је изјавила вијетнамским новинарима да ће остати кући и помоћи Паксу да се прилагоди новој породици и бринуће се за све четворо деце. Анџелина се други пут породила 12. јула 2008. године у Ници у Француској, када је родила близанце, дечака Нокса Леона и девојчицу Вивијен Маршелин.

## Џоли у медијима
Анџелина се појавила у медијима због њеног познатог оца Џона Војта. Са 7 година имала је малу улогу у филму Lookin' to Get Out филму у којем је косценариста и главни глумац био њен отац, а 1986. и 1988. заједно са њим, као тинејџерка, присуствовала је додели Оскара. Међутим, када је започињала глумачку каријеру, Џоли је одлучила да не користи презиме Војт, јер је желела да докаже свој идентитет као глумица. Никада се није стидела због контроверзи и интрига када је била тинејџерка, и „дивља девојка“ је био њен имиџ у првим годинама каријере. За време поздравног говора 2000. године на додели Оскара, Џоли је отворено рекла: „Баш сам заљубљена тренутно у свог брата“, што је, у комбинацији са њеним нежним опхођењем према њему те вечери, проширило гласине у таблоидима и медијима о инцестној вези са њеним братом Џејмсом Хавеном. Демантовала је те гласине и рекла, када се појавила на Inside the Actors Studio „свет је много болеснији него што сам мислила“. Џоли и Хавен су касније објаснили у интервјуу да су, након развода њихових родитеља, подржавали једно друго и зато су се држали за руке као знак емоционалне подршке.
Позната је као једина позната личност са А-списка без публицисте, и брзо је постала миљеница таблоида, од кад се представила као веома отворена у интервјуима, једном тврдећи да „највише воли да спава са женским фановима“. Њен љубавни живот, посебно њено интересовање за садомазохизам, је често била атракција у медијима. Године 2004. навела је у Алуру, „Садо-мазо секс може бити погрешно протумачен као насилан. Све се своди на поверење. Желим да померам границе, емоционално и сексуално, са другом особом. Тада се осећам најсексепилније. Била сам и у покорној и у доминантној улози јер сам желела више.“ Такође је пунила наслове превише разглашеним браком са Билијем Боб Торнтоном и њеним накнадним променама у покровитеља угрожених широм света. Када је добила улогу Амбасадора добре воље UNHCR, искористила је своју славу да стави свима до знања о хуманитарним кризама широм света, тј. да промовише Светски дан избеглица 2006. године у двочасовном интервјуу „Си-ен-ена“ са Андерсоном Купером, када је привукла дупло више гледалаца него обично.
Анџелина је узимала часове летења од 2004. године и добила званичну пилотску дозволу. Медији спекулишу да је Џоли будисткиња, али је она рекла да је учила о будизму због свог сина Мадокса, јер сматра да је то део његове културе. Џоли још није јасно одговорила да ли верује или не у Бога. Када је 2000. године упитана, у разговору за „The Onion A.V. Club“, да ли Бог постоји, она је рекла: „За људе који верују у то, надам се. Бог за мене није потребан“.
Почевши од 2005. године, њена веза са Бредом Питом је постала најизвештаванија прича о познатима широм света. Након што је потврдила своју трудноћу раније 2006. године, непрестано су били окружени неоснованим причама медија „које су достизале тачку лудила“ како је „Ројтерс“ описао у причи „Брангелина грозница“; између осталог, било је неколико нетачних трачева о венчању укључујући и наводно венчање у Лаглију, у Италији, које су локалне италијанске власти даље потпаљивале, а ширене су и гласине на многим светским ТВ станицама попут „Асошијетед преса“ и Би-би-сија. Покушавајући да избегну пажњу медија, пар је отпутовао за Намибију због рођења „најочекиваније бебе још од Исуса Христа“, како је било описано.
Данас је Анџелина једна од најпознатијих филмских личности на свету. Судећи по анкети „Q Score“ из 2000. године, након што је освојила „Оскара“, 31% испитаника у САД је рекло да им је Џоли позната, а до 2006. године та стопа се попела на 81%. Године 2006. глобална индустријска анкета од „ACNielsen“ у 42 светска маркета су Џоли, заједно са Бредом Питом, представили као омиљене јавне личности које омогућавају велику продају за брендове и производе широм света. Такође 2006. године, Џоли је била на листи 100 најутицајнијих људи на свету часописа „Тајмс“, појавила се на насловној страни Форбс „Најславнијих 100“, и имала позицију број 35. Такође, била је описана као најлепша жена на свету у листи „100 најлепших“, у издању часописа „Пипл“.

## Тетоваже
Анџелинин попис тетоважа је привукао пажњу већине медија које су често биле тема разговора у интервјуима. Велики број тетоважа на њеном телу је приморао сценаристе да буду што креативнији када планирају обнажене и љубавне сцене.
Коришћена је шминка да се прекрију њене тетоваже у великом броју њених филмова. Анџелина често додаје или мења постојеће тетоваже и наводи да све тетоваже које поседује имају специјално значење. Тренутно има 12 познатих тетоважа, међу којима је цитат Тенесија Вилијамса „A prayer for the wild at heart, kept in cages“ („молитва за дивље у срцу, затворене као у кавезу“) коју је поседовала и њена мајка, арапска фраза „العزيمة“ („снага воље“), латинска изрека „quod me nutrit me destruit“ („шта ме храни то ме и уништава“), као и молитву која се састоји од будистичких санскритских симбола за њеног сина Медокса. Након одређеног времена неке тетоваже је избрисала ласером или прекрила другим, укључујући „Billy Bob“, име њеног бившег мужа Билија Боба Торнтона, кинески симбол за смрт и прозор на доњем делу леђа; објаснила је да је уклонила прозор, јер је користила све слободно време гледајући кроз прозор и желећи да је негде напољу; сада је тамо све време.

## Филмографија
| Улоге Анџелине Џоли |                                               |               |                            |          |
| Година              | Српски назив                                  | Изворни назив | Улога                      | Напомена |
| 1982.               |                                               |               | Тош                        |          |
| 1993.               | Киборг 2                                      |               | Касела Кеш Рис             |          |
| 1995.               | Хакери                                        |               | Кејт „Есид Берн“ Либи      |          |
| 1996.               | Пустињски месец                               |               | Еленор „Ели“ Ригби         |          |
| 1996.               | Љубав је све на свету                         |               | Ђина Малацици              |          |
| 1996.               | Дивљакуше                                     |               | Маргарет „Легс“ Садовски   |          |
| 1997.               | Изигравајући бога                             |               | Клер                       |          |
| 1997.               | Праве жене                                    |               | Џорџија Вирџинија Лош Вудс |          |
| 1997.               | Џорџ Валас                                    |               | Корнелија Валас            |          |
| 1998.               | Манекенка                                     |               | Ђиа Мари Каранђи           |          |
| 1998.               | Ђавоља кухиња                                 |               | Глорија Мекнири            |          |
| 1998.               | Игра срцем                                    |               | Џоан                       |          |
| 1998.               | Контролни торањ                               |               | Мери Бел                   |          |
| 1999.               | Сакупљач костију                              |               | Амелија Донахи             |          |
| 1999.               | Неприлагођена                                 |               | Лиса Роу                   |          |
| 2000.               | Минут за бег                                  |               | Сара Вејланд               |          |
| 2001.               | Лара Крофт: Пљачкаш гробница                  |               | Лара Крофт                 |          |
| 2001.               | Први грех                                     |               | Џулија Расел/Бони Касл     |          |
| 2002.               | Живот или нешто слично                        |               | Лени Кериган               |          |
| 2003.               | Лара Крофт: Пљачкаш гробница – Колевка живота |               | Лара Крофт                 |          |
| 2003.               | Изван граница                                 |               | Сара Џордан                |          |
| 2004.               | Узимање живота                                |               | Илеана Скот                |          |
| 2004.               | Прича о ајкули                                |               | Лола                       |          |
| 2004.               | Небески капетан и свет сутрашњице             |               | Френки                     |          |
| 2004.               | Александар                                    |               | Олимпијада                 |          |
| 2005.               | Господин и госпођа Смит                       |               | Џејн Смит                  |          |
| 2006.               | Добри пастир                                  |               | Кловер Вилсон              |          |
| 2007.               | Беовулф                                       |               | Гренделова мајка           |          |
| 2007.               | Огромно срце                                  |               | Маријана Перл              |          |
| 2008.               | Кунг фу панда                                 |               | Тигрица                    |          |
| 2008.               | Тражен                                        |               | Фокс                       |          |
| 2008.               | Замена                                        |               | Кристина Колинс            |          |
| 2010.               | Салт                                          |               | Евелин Салт                |          |
| 2010.               | Туриста                                       |               | Елис Вард                  |          |
| 2011.               | Кунг фу панда 2                               |               | Тигрица                    |          |
| 2014.               | Грдана — Зла вила                             |               | Грдана                     |          |
| 2015.               | Уз море                                       |               | Ванеса                     |          |
| 2016.               | Кунг фу панда 3                               |               | Тигрица                    |          |
| 2019.               | Грдана — Господарица зла                      |               | Грдана                     |          |
| 2020.               | Беше једном                                   |               | Роуз                       |          |
| 2020.               | Ајван, један једини                           |               | Стела                      |          |
| 2021.               | Они који ми желе смрт                         |               | Хана Фабер                 |          |
| 2021.               | Вечни                                         |               | Тена                       |          |
| 2024.               | Марија                                        |               | Марија Калас               |          |
| TBA.                |                                               |               | Максин                     |          |
| TBA.                |                                               |               | Карина                     |          |
| TBA.                |                                               |               | Грдана                     |          |
| TBA.                |                                               |               |                            |          |